# Suctobelbella pseudornatissima
Suctobelbella pseudornatissima är en kvalsterart som först beskrevs av Balogh och Sandór Mahunka 1981.  Suctobelbella pseudornatissima ingår i släktet Suctobelbella och familjen Suctobelbidae. Inga underarter finns listade i Catalogue of Life.